# Forsheda församling
Forsheda församling var en församling i  Växjö stift och Värnamo kommun. Församlingen uppgick 2012 i Forshedabygdens församling. 
Församlingskyrka var Forsheda kyrka.

## Administrativ historik
Församlingen har medeltida ursprung.
Församlingen var till 1962 moderförsamling i pastoratet Forsheda, Bredaryd och Torskinge. Från 1962 till 2012 var församlingen moderförsamling i pastoratet Forsheda, Torskinge, Kärda, Hånger och Dannäs, där fram till 1974 även Tannåkers församling ingick. Församlingen uppgick 2012 i Forshedabygdens församling.

## Klockare, kantor och organister
| Ämbetstid | Namn               | Levnadstid | Övrigt                 |
| --------- | ------------------ | ---------- | ---------------------- |
| 1720      | Daniel             |            | Klockare.              |
| 1749-1782 | Magnus Ekelin      | 1718-      | Organist och klockare. |
| 1783-1794 | Petter Westberg    | 1760-      | Organist och klockare. |
| 1805-     | Westberg           | 1722-      | Organist och klockare. |
| 1810-1813 | Sven Ekström       | 1779-      | Organist och klockare. |
| 1816-1819 | Peter Petersson    | 1799-      | Organist och klockare. |
| 1820-1827 | Johannes Andersson | 1794-      | Organist och klockare. |
| 1827-1830 | Eric Lundblad      | 1806-      | Organist och klockare. |
| 1831-1875 | Andreas Lagerstedt | 1810-      | Organist och klockare. |